# Bogzești (okręg Neamț)
Bogzești – wieś w Rumunii, w okręgu Neamț, w gminie Secuieni. W 2011 roku liczyła 60 mieszkańców.